# Marco Fainello
Marco Fainello (Verona, 12 settembre 1964) è un ingegnere italiano.

## Biografia
Fainello si è laureato in ingegneria meccanica presso il Politecnico di Milano con una tesi riguardante la dinamica degli pneumatici.

## Carriera
Dopo la laurea, il suo primo lavoro è stato dal 1990 al 1994 presso il Centro Ricerche Fiat, dove entra nel gruppo di lavoro che si occupa della dinamica dei veicoli ed in particolare, il suo primo lavoro è su una Ferrari 348. In questi anni instaura una collaborazione con il Professor Hans B. Pacejka, esperto di dinamica dei veicoli e degli pneumatici, con il quale raggiungeranno importanti traguardi nello studio della dinamica degli pneumatici che varranno a Fainello l'appellativo di "uomo di gomma".
Negli anni di permanenza al Centro Ricerche Fiat, ha svolto alcuni lavori esterni come docente per il Corso di Dinamica del Veicolo presso la Dallara Automobili e come consulente per il team Alfa DTM, che nel 1994 con il pilota Nicola Larini a bordo della Alfa Romeo 155 V6 TI entrerà nella storia vincendo entrambe le manches al Nürburgring e portando l'Alfa Romeo a vincere su quel circuito dopo Tazio Nuvolari nel 1935.

### Formula 1 e Ferrari
Dal 1995 entra in Formula 1 nella Scuderia Ferrari ricoprendo inizialmente il ruolo di "veicolista", ossia l'ingegnere che si occupa della messa a punto in pista. Dopo i primi anni come veicolista di Jean Alesi e Michael Schumacher, grazie alle sue capacità diventa nel 1997 responsabile della dinamica dei veicoli e manterrà questo ruolo fino al 2004.
In questo lasso di tempo la Ferrari collezionerà 6 Campionati mondiali costruttori di Formula 1 e 5 Campionati mondiali piloti di Formula 1 con Michael Schumacher dal 2000 al 2004. Questi sono gli anni d'oro della Ferrari e la squadra della Scuderia Ferrari viene rinominata dalla stampa "Dream Team". Ecco chi erano i membri di questo "Dream Team":
- Jean Todt - Direttore Generale
- Ross Brawn - Direttore Tecnico
- Rory Byrne - Responsabile Progettista
- Marco Fainello - Responsabile della Dinamica Veicolo
- Paolo Martinelli - Direttore Sviluppo Motori
- Stefano Domenicali - Direttore Sportivo
- Luca Baldisserri - Responsabile Pista
- Michael Schumacher - Pilota
- Rubens Barrichello - Pilota

Nel 2002 e fino al 2007 lavora a stretto contatto con Bridgestone e con il suo Direttore Tecnico Hirohide Hamashima, nello sviluppo degli pneumatici impiegati in gara dalla Ferrari ottenendo notevoli miglioramenti.
Nel 2004 a Fainello viene assegnato lo sviluppo del Simulatore Ferrari, ossia un sistema in grado di riprodurre tutte le funzioni della vettura per poter effettuare analisi e verifiche senza necessariamente dover uscire in pista come, fino ad allora, veniva fatto dalla Ferrari, disponendo di due circuiti proprietari come Mugello e Fiorano.
Nonostante le altre scuderie come McLaren e Red Bull Racing avessero intrapreso l'utilizzo dei simulatori con largo anticipo rispetto alla Ferrari, Fainello è stato in grado di recuperare il tempo perduto realizzando il primo Simulatore Ferrari all'interno del Centro Ricerche Fiat. 
Nello stesso anno, così come gli altri membri del "Dream Team" Ferrari, su iniziativa del Presidente della Repubblica Carlo Azeglio Ciampi viene nominato Cavaliere al merito della Repubblica Italiana.
Nel 2007 e 2008, dopo che molti esponenti del "dream team" hanno lasciato la scuderia, la Ferrari torna a vincere altri 2 Campionati mondiale costruttori di Formula 1 ed 1 Campionato mondiale piloti di Formula 1.

Nel 2009, all'interno della sua mansione di Direttore Sviluppo Prestazioni, porta a termine la realizzazione del primo Simulatore Ferrari all'interno della sede di Maranello.

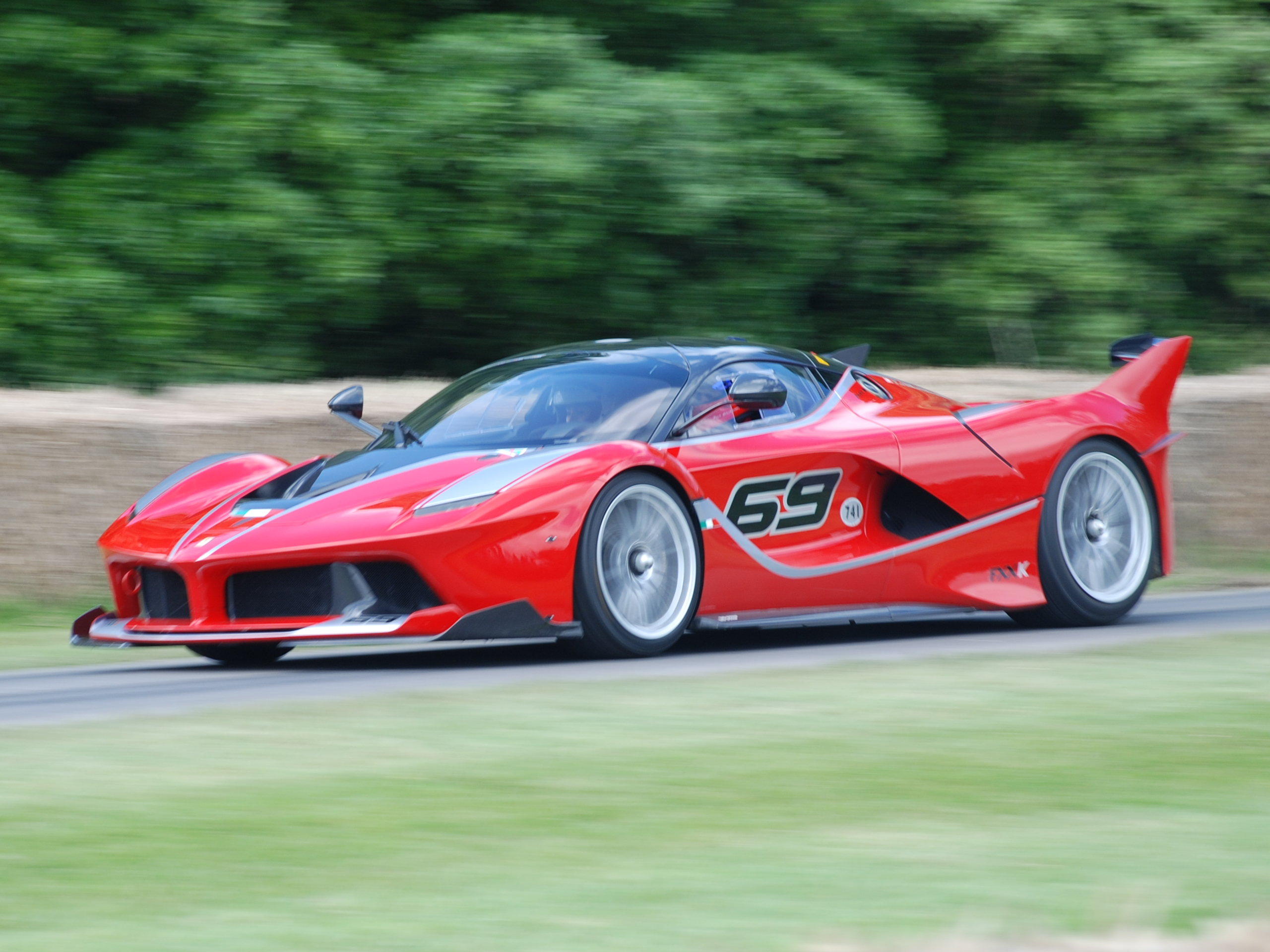
Una Ferrari FXX K, dove Fainello era a capo del progetto

Nel 2012 passa alla Gestione Industriale come Responsabile dello Sviluppo Prestazioni delle vetture stradali e della costruzione del nuovo simulatore. In questa veste inventa il sistema Side Slip Control (SSC), oggi sistema di punta di tutte le nuove Ferrari stradali. Nel 2014 è il capo dello sviluppo della Ferrari FXX-K, la prima Ferrari ibrida basata su un motore termico da 860 CV e un motore elettrico di ulteriori 190 CV per un totale di 1050 CV.
Negli stessi anni lavora anche allo sviluppo degli chassis della Ferrari 458 GTE "Le Mans" e della Ferrari 488 GT impiegate nel campionato GT dove Fainello approderà nel 2013 in qualità di Head of GT Track Car Development Ferrari.
Nel Campionato Endurance GT otterrà nuovi successi vincendo 3 volte il Campionato Mondiale Costruttori e 2 volte il Campionato Mondiale Piloti.
A fine 2016 lascia Ferrari per iniziare una nuova avventura con Add-For come Partner and Executive Director e Danisi Engineering in qualità di Direttore Tecnico.
Oggi Fainello partecipa con la sua esperienza a diversi progetti di super car dei più noti marchi automobilistici.
Oltre a questo da alcuni anni produce gelato di alta qualità nel laboratorio aperto con la moglie sul lago di Garda.

## Commentatore sportivo
Insieme a Gianfranco Mazzoni ed Emanuele Pirro commenta le fasi del Gran Premio d'Italia 2018 per Rai Sport nel ruolo che per dieci stagioni fu dell'ingegner Giancarlo Bruno, passato a TV8 assieme ad Ivan Capelli.

## Pubblicazioni
- Ferrari Formula 1 : under the skin of the championship-winning F1-2000, Peter Wright